# Merope (pleiade)
Merope (in greco antico: Μερόπη?, Merópē) è un personaggio della mitologia greca. È una delle Pleiadi.

## Genealogia
Figlia del primo re leggendario della Mauretania, il titano Atlante e Pleione sposò Sisifo che la rese madre di Glauco.

## Mitologia
Tra le sette sorelle fu l'unica ad aver sposato un mortale che, tra l'altro, nella sua vita sfidò più volte gli dei. Per questo motivo tra le sette stelle che compongono le Pleiadi Merope si nasconde e si vergogna, corrispondendo nel cielo alla meno luminosa delle stelle dette Sette Sorelle del cielo ed è per la vergogna che si era allontanata dalle altre.